# Fracarro
Fracarro Radioindustrie S.r.l., nota anche con il brand FR, è un'azienda della provincia di Treviso attiva nel settore delle telecomunicazioni e nel settore della sicurezza attiva.

## Storia
Fracarro Radioindustrie viene fondata nel 1933 a Castelfranco Veneto da Giovanni Fraccaro che era anche un radioamatore italiano con la sigla I3FR.
Nel 1996 viene fondata la controllata Multifields Engineering, oggi Fracarro Engineering, che si occupa di creare prodotti su misura.

### Fracarro all'estero
Fracarro distribuisce i prodotti all'estero attraverso sei società controllate:
- Fracarro France
- Fracarro UK
- Fracarro Tunisie

## Prodotti

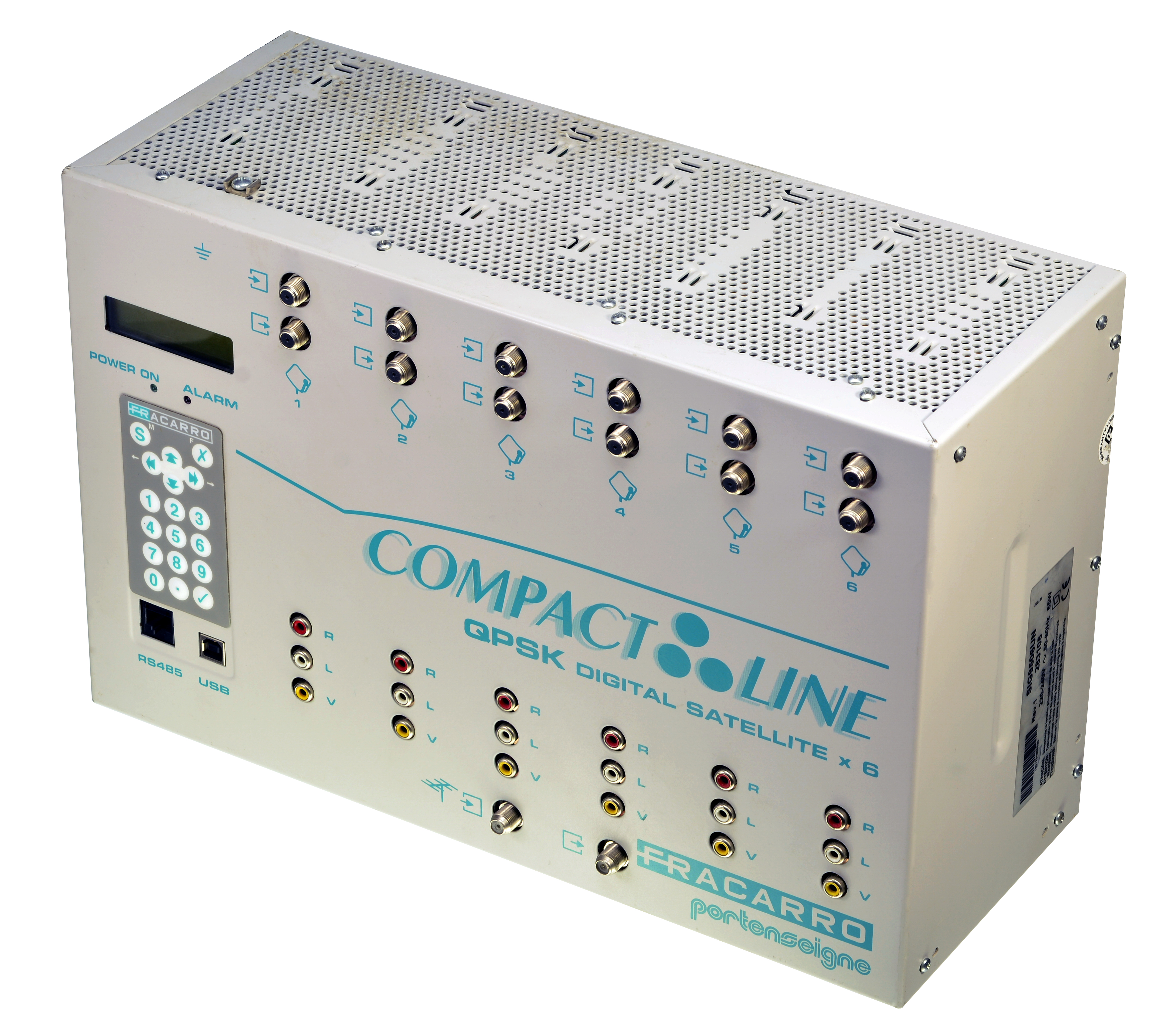
Testata digitale satellite QPSK

### Settore audio e video
- Antenne terrestri e satellitari
- Centrali di testa
- Amplificatori
- Miscelatori
- Alimentatori
- Centralini
- Componenti per la distribuzione.

### Sicurezza
- Sistemi antintrusione cablati e senza fili
- Sistemi per videosorveglianza
- Soluzioni per la protezione degli impianti fotovoltaici.